# Topshelf
Topshelf was een Nederlandse winkelketen van warenhuizen in Nederland. Topshelf werd in 1996 opgericht als Sportsworld door Inge van Kemenade en was uitgegroeid van een kleine sportwinkel in Leerdam tot een warenhuisketen in het middelste marktsegment.
Topshelf verkocht kleding, tassen, schoenen, cosmetica, parfum, elektronica, schoolartikelen, sportartikelen, reisartikelen, woonartikelen en etenswaren. Topshelf werkte ook met een shop-in-shopformule.

## Geschiedenis
In 1996 was in Leerdam de sportzaak Sportsworld begonnen. Deze groeide uit tot een keten en kreeg in 2007 de naam Topshelf. In 2016 had de keten vijf vestigingen in Beuningen, Cruquius, Leerdam, Rotterdam en Utrecht. Topshelf had plannen filialen te openen in een aantal voormalige V&D-panden en uit te groeien tot warenhuis. In 2016 opende Topshelf een vestiging in Arnhem met een warenhuisconcept, de eerste vestiging in een stadscentrum. In november en december 2016 opende de keten warenhuizen in de stadscentra van Groningen en Nijmegen en in april 2017 een vestiging in Alkmaar; sindsdien zijn de vijf oorspronkelijke vestigingen weer hernoemd naar Sportsworld (eerst kort Topshelf Megastores) en hebben die een andere rechtspersoon. In de Arnhemse en Groningse Topshelf is ook restaurantketen La Place gevestigd. De vestiging Nijmegen sloot haar deuren binnen een jaar na opening op zondag 27 augustus 2017. Op 4 september 2017 werd bekend dat Topshelf de filialen in Arnhem en Groningen aan het einde van 2017 zou gaan sluiten. Op 21 november 2017 werd bekendgemaakt dat ook het filiaal in Alkmaar halverwege januari 2018 zal sluiten. De Groningse vestiging ging uiteindelijk op 20 januari 2018 dicht en die in Alkmaar op 27 januari. De vestiging in Arnhem sloot eind februari 2018. Medio 2020 werden de laatste drie Sportsworld vestigingen overgenomen.

## Trivia
- Tussen 2012 en 2015 was Topshelf naamgever van het ATP-toernooi van Rosmalen. Eigenares Inge van Kemenade was in 2010 te zien in het eerste seizoen van Undercover Boss[5] en in 2015 in het tweede seizoen van de Vlaamse realityserie The Sky is the Limit.[6]